# Gilles de La Baume Le Blanc de La Vallière
Pour les articles homonymes, voir Baume.
Pour les autres membres de la famille, voir Famille de La Baume Le Blanc de La Vallière.
Gilles de La Baume Le Blanc de La Vallière, né en novembre 1616 au château de La Vallière et mort le 9 juin 1709 à Tulle, est un prélat français du XVIIe siècle, évêque de Nantes de 1668 à 1679.

## Biographie
Gilles de La Baume Le Blanc de La Vallière est fils de Jean de La Baume Le Blanc de La Vallière, maître d'hôtel ordinaire du roi et maire de Tours, et de Françoise de Beauvau, et l'oncle de la duchesse de La Vallière, une des maîtresses de Louis XIV.
Gilles de La Baume est abbé de La Vallière, chanoine de Saint-Martin de Tours et fait évêque de Nantes en 1668 et consacré par Victor Le Bouthillier avec comme co-consécrateurs Charles de Rosmadec et François de Villemontée. En 1671 il introduit les jésuites à Nantes. Il publie en 1673 l'ouvrage La Lumière du chrétien, dont le contenu le rapproche du courant augustinien. En mai 1675, il tente de pacifier la situation lors de la révolte du papier timbré, mais se retrouve temporairement pris en otage par les émeutiers. Il se démet de son évêché en 1677 en faveur de son neveu Jean-François de Beauvau du Rivau, fils de sa sœur. Il continue néanmoins a administrer son diocèse jusqu'à la consécration de son neveu en 1679 et résigne alors officiellement son siège. Il participe aux missions des pères jésuites pendant trente ans avant d'être admis dans la Compagnie de Jésus en 1707. Il meurt deux ans après à Tulle.

## Œuvres
- La Lumière du chrétien, qui luy fait voir dans les ténèbres du péché la voye que Jésus-Christ luy a tracée pour son salut, Paris, Estienne Loyson, 1673, 197 p. [lire en ligne][2].